# Astranthium ciliatum
Astranthium ciliatum là một loài thực vật có hoa trong họ Cúc. Loài này được (Raf.) G.L.Nesom mô tả khoa học đầu tiên năm 2005.